# КуМир
КуМи́р (Комплект Учебных МИРов или Миры Кушниренко) — язык и система программирования, предназначенная для поддержки начальных курсов информатики и программирования в средней и высшей школе.

## История развития
В 1995 году «КуМир» был рекомендован Министерством образования РФ в качестве основного учебного материала по курсу «Основы информатики и вычислительной техники» на основе учебника А. Г. Кушниренко, Г. В. Лебедева и Р. А. Свореня.
В настоящее время разработана и развивается новая версия КуМира, использующая библиотеку Qt и работающая в операционных системах Linux и Windows. Постановка задачи на разработку новой версии была выполнена А. Г. Кушниренко и А. Г. Леоновым. Разработка ведётся пущинской группой сотрудников ФГУ ФНЦ НИИСИ под руководством М. А. Ройтберга.
В 2018 г. в ФГУ ФНЦ НИИСИ РАН запланировал развитие и поддержку системы КуМир.

## Особенности языка
Основана на методике, разработанной во второй половине 1980-х годов под руководством академика А. П. Ершова. Эта методика широко использовалась в средних школах СССР и России. В системе КуМир используется придуманный А. П. Ершовым школьный алгоритмический язык — простой алголоподобный язык с русской лексикой и встроенными командами управления программными исполнителями (Робот, Чертёжник).
Цвета в КуМиреЧерный, белый, красный, оранжевый, желтый, зеленый, голубой, синий, фиолетовый.

## Пример кода
Числа Фибоначчи:
```
алг
нач
  цел i
  нц для i от 1 до 10
    вывод фибоначчи(i), нс
  кц
кон

алг цел фибоначчи(цел n)
нач
  если n <= 2 то
    знач := 1
  иначе
    знач := фибоначчи(n - 1) + фибоначчи(n - 2)
  все 
кон
```

Многословные не-имена:
```
алг
нач
  цел i1, i2
  ввод i1, i2
  лог стало больше
  стало больше := i1 < i2

  если не стало больше то вывод "Не стало больше", нс все
  если стало не больше то вывод "Стало не больше", нс все
кон
```

## Лицензия
Система разработана в ФГУ ФНЦ НИИСИ РАН по заказу Российской Академии Наук и распространяется свободно на условиях лицензии GNU 2.0.